# شهرستان واسیلکیفکا
شهرستان واسیلکیفکا (به لاتین: Vasylkivka Raion) یک سکونتگاه مسکونی در اوکراین است که در استان دنیپروپتروفسک واقع شده‌است.

## خصوصیات
شهرستان واسیلکیفکا ۱٬۳۳۰ کیلومترمربع مساحت و ۳۳٬۳۳۴ نفر جمعیت دارد.